# Mazová žláza

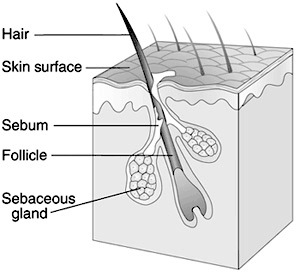
Vlasový folikul – zobrazena mazová žláza (sebaceous gland)

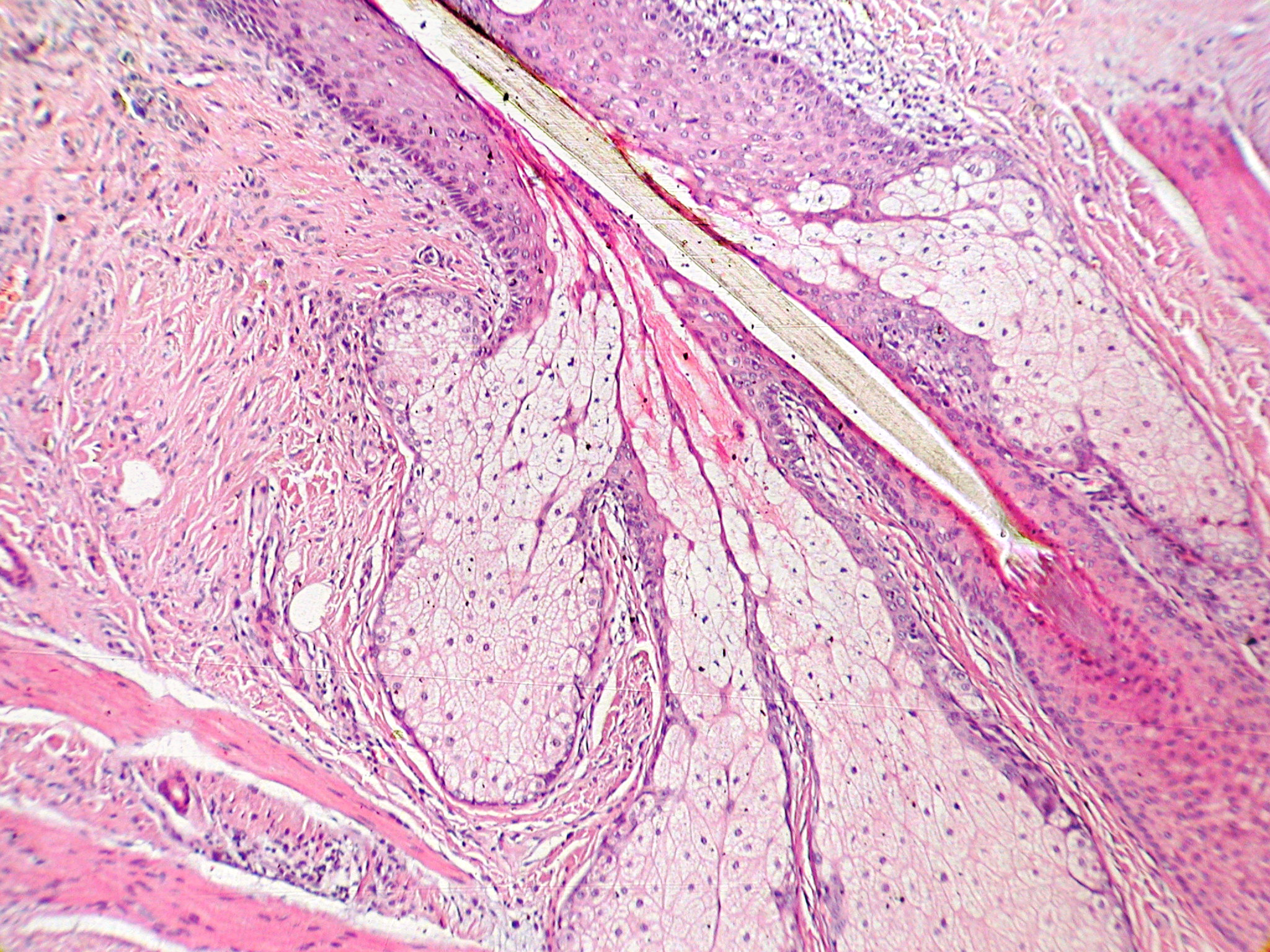
Mazová žláza ústící do folikulu, na histologické preparátu

Mazová žláza (glandula sebacea) je exokrinní žláza v kůži (ve škáře) savců. Vylučuje (tzv. „holokrinně“) kožní maz, který působí antibakteriálně a u mnohých savců také impregnuje kůži.

## Stavba
Mazové žlázy jsou u různých savců poněkud různé a setkáme se s jednoduchými, větvenými i složenými mazovými žlázami. U člověka jsou jednoduše větvené a tvarem alveolární.
Zpravidla se nacházejí ve vlasových folikulech (na bázi každého vlasu a chlupu). Někdy se však nacházejí i mimo vlasový folikul – zejména na místech, kde ochlupení chybí, jako je řitní otvor mnohých druhů, bradavky koní či na lidském víčku. U některých savců dochází k velkému nahromadění mazových žláz na určitých místech: například u ovce mezi prsty a ve slabinách či u koz na bázi rohů. Naopak na dlaních, kopytech, drápech, nehtech a rozích mazové žlázy chybí.
Lidská mazová žláza je alveolus (váček) obklopený na obvodu plochými buňkami bohatými na ribozomy. Tyto buňky se množí a postupně se dostávají do střední části alveolu, kde se plní tukovými kapénkami a postupně odumírají. Z těchto odumřelých buněk vzniká kožní maz. Ten se dostává díky stahům hladkých svalů (arrector pili) do vlasového folikulu a odtud na povrch pokožky. Výživný kožní maz je jedním z důvodů pro vznik zánětů folikulu (folikulitid) a akné.